# Навваф ибн Абдул-Азиз Аль Сауд
Навваф ибн Абдул-Азиз Аль Сауд (араб. نواف بن عبد العزيز آل سعود‎; 16 августа 1932, Эр-Рияд, Саудовская Аравия — 29 сентября 2015 там же) — член королевской династии Саудовской Аравии, сын первого короля Саудовской Аравии Абдул-Азиза. Навваф был близким соратником короля Саудовской Аравии Абдаллы, правившего страной с 2005 по 2015 год.

## Биография

### Ранняя биография
Принц Навваф родился 16 августа 1932 года. Он был двадцать вторым сыном короля Абдул-Азиза. Мунаийир, его мать, была по происхождению армянкой, чья семья бежала от геноцида её народа на территории Османской империи. Мунаийир была представлена королю Абдул-Азизу эмиром Унайзы в 1921 году, когда ей было всего 12 лет, а Абдул-Азизу — 45 лет. Первый ребёнок у них родился, когда Мунаийир было 15 лет. Сына назвали Талялем, а Мунаийир согласно традиции стала зваться «Умм Таляль» («мать Таляля»). Однако в 1927 году трёхлетний Таляль скончался. В 1931 году Мунаийир родила Абдул-Азизу ещё одного сына, который по бедуинской традиции получил имя умершего старшего брата. А в 1932 году на свет появился Навваф. Мунаийир была обращена в ислам и всю жизнь оставалась неграмотной. Британские дипломаты, работавшие в Саудовской Аравии, утверждали, что Мунаийир была одной из любимейших жён короля Абдул-Азиза. Она славилась как своим умом, так и красотой. Мунаийир умерла в декабре 1991 года. У него была младшая сестра, принцесса Мадави (ум. 2017).
Во время правления короля Сауда, старшего сводного брата Наввафа, принцы Наваф и его родной брат принц Таляль (1931—2018) стали непримиримыми врагами, их разногласия касались даже вопросов наследования.

### Образование
Принц Навваф получил начальное арабское и исламское образование в Саудовской Аравии. Также он изучал исламскую цивилизацию в саудовском университите, а позже продолжил своё высшее образование в США.

### Политическая карьера
Принц Навваф недолгое время был управляющим королевского двора в 1961 году. После того как его старший брат Таляль по политическим причинам был вынужден покинуть пост министра финансов, король Сауд назначил Наввафа на эту должность. Во главе Министерства финансов и национальной экономики Навваф пробыл в течение двух лет. С 1968 по 1975 год Навваф был специальным советником при короле Фейсале по делам стран Персидского залива. Надобность в подобном советнике возникла после того, как в 1968 году британские силы покинули этот регион. Учитывая опыт принца Наввафа в различных политических сферах, король Фейсал включал его в число участников официальных делегаций Саудовской Аравии на различных международных встречах, включая арабские и исламские саммиты и конференции Движения неприсоединения. Навваф также возглавлял делегации Саудовской Аравии от имени короля Фейсала или работал в качестве его специального посланника. Принц Навваф был хорошо осведомлён и компетентен в вопросах международной политики и права, а также был экспертом по ближневосточным делам. Так он приложил собственные усилия для того, чтобы семь крошечных арабских эмиратов, возникших в колониальное время, объединились в одно государство. Несколько раз принц Навваф был официальным представителем правительства Саудовской Аравии и её специальным посланником в составе делегаций. Также он сопровождал наследного принца Абдаллу во время его официальных зарубежных поездок. Однако же принц Навваф не занимал какую-либо официальную должность до 2001 года.
Принц Навваф был назначен генеральным директором Службы общей разведки после внезапной отставки принца Турки ибн Фейсала Аль Сауда 1 сентября 2001 года. Это назначение не повлияло значительно на расстановку сил внутри королевской семьи. Так сын короля Фахда, Сауд, продолжал служить в должности заместителя директора Службы общей разведки, в которой он пребывал с 1985 года. Принц Навваф же возглавлял её до 26 января 2005 года, когда он ушёл в отставку из-за проблем со здоровьем. Сразу же после принятия этой отставки, король Фахд назначил его своим специальным советником. Принц Мукрин был назначен генеральным директором Службы общей разведки в октябре 2005 года, через девять месяцев после отставки Наввафа.
Навваф также был специальным советником короля Абдаллы в ранге министра, и его срок был продлён еще на четыре года в 2009 году.

### Семья
У него было 3 жены и 6 детей. 
Его старший сын , принц Мохаммед (род. 1953) был послом в Италии и на Мальте (июль 1995—декабрь 2004), затем послом в Великобритании и Ирландии (январь 2005—декабрь 2018).
Второй сын, принц Абдул-Азиз (род. 1979) — помощник главы разведки.
Младший сын, принц Фейсал (род. 1984) — эмир Эль-Джауфа (декабрь 2018—наст. время).

### Смерть
Умер 29 сентября 2015 года в возрасте 83 лет.